# Cymbalaire
Cymbalaria
Genre
Classification APG III (2009)
Le genre Cymbalaria, les cymbalaires, regroupe une dizaine d'espèces de plantes herbacées vivaces de la famille des Scrophulariaceae, selon la classification classique, ou des Plantaginaceae, selon la classification phylogénétique. On les retrouve de l'Europe de l'Ouest jusqu'en Iran, surtout le long du bassin méditerranéen.
Les cymbalaires sont très proches du genre Linaria (l'un des genres de linaire) et de celui des Antirrhinum (exemple : le muflier), dont elles diffèrent par leur port rampant, par leurs fleurs isolées et par leurs feuilles à nervures palmées. Après la pollinisation, les fleurs deviennent négativement phototropique et les fruits se développent dans des anfractuosités sombres. Le nom latin signifie « qui ressemble à une cymbale », faisant référence à la feuille arrondie de certaines espèces.
L'espèce la plus connue est la cymbalaire des murs (Cymbalaria muralis), originaire du sud-ouest de l'Europe mais largement naturalisée ailleurs.

## Espèces
- Cymbalaria aequitriloba (Viv.) A. Chev. - Cymbalaire trilobée
- Cymbalaria ebelii (Cufod.) Speta
- Cymbalaria glutinosa  Bigazzi & Raffaelli
- Cymbalaria hepaticifolia (Poiret) Wettst. - Cymbalaire à feuilles d'Hépatique
- Cymbalaria longipes (Boiss. & Heldr.) A.Chev
- Cymbalaria microcalyx (Boiss.) Wettst
- Cymbalaria muelleri (Moris) A.Chev.
- Cymbalaria muralis G.Gaertn., B.Mey. & Scherb. - Cymbalaire des murs, Linaire cymbalaire, Ruine-de-Rome
- Cymbalaria pallida (Ten.) Wettst.
- Cymbalaria pilosa (Jacq.) L.H.Bailey